# Еремеев, Вячеслав Юрьевич
Вячеслав Юрьевич Еремеев (род. 10 мая 1981 года) — российский спортсмен. Мастер спорта международного класса по боксу (2003). 

## Биография
Еремеев Вячеслав Юрьевич родился 10 мая 1981 года в городе Стерлитамак, Башкирская АССР.
Учился в Уральской Государственной Академии физической культуры. В 2006 году окончил Уфимский юридический институт МВД РФ. 
Спортом занимался в  ФСО «Динамо» в Уфе у тренеров М. М. Галлямова и Р. Б. Гильванова. 
С 2001 года входил в сборную команду России по боксу. В Настоящее время работает ассистентом кафедры физического воспитания и спорта Башкирского государственного университета (ныне Уфимский университет науки и технологий). 

## Достижения
- Серебро (2004) и бронза (2005, 2006) чемпионатов России.

- Чемпион Вооруженных сил России (2000).

- Победитель международного турнира в Югославии в Белграде в 2002 году.

- Чемпион России (2003), серебряная (2002) и бронзовая (2001) медали чемпионатов России среди юниоров.